# A Temporary Vagabond
A Temporary Vagabond é um filme mudo britânico de 1920, do gênero comédia, dirigido por Henry Edwards e estrelado por Edwards, Chrissie White e Stephen Ewart.

## Elenco

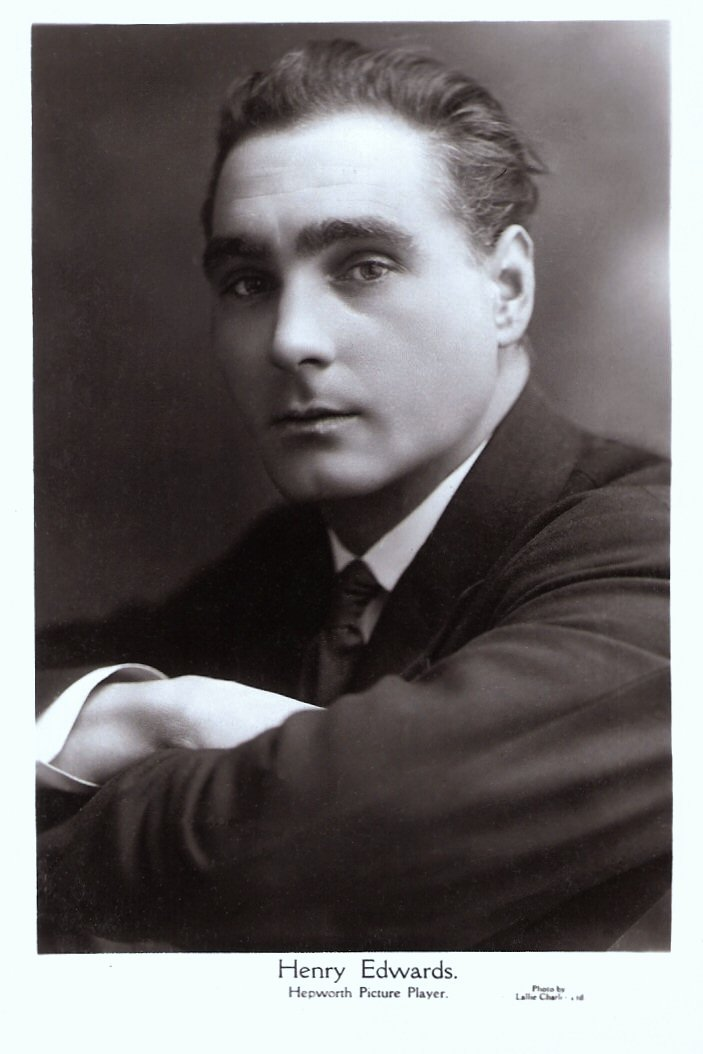
Henry Edwards dirigiu e estrelou o filme

- Henry Edwards - Dick
- Chrissie White - Peggie Hurst
- Stephen Ewart - James Hurst
- Gwynne Herbert - Emma
- Douglas Munro - Mike
- John MacAndrews - Davis